# Manuel III Wielki Komnen
Manuel III Wielki Komnen (ur. 16 grudnia 1364, zm. 5 marca 1417) – cesarz Trapezuntu od 20 marca 1390 do 5 marca 1416 roku.

## Życiorys
Był synem cesarza Aleksego III i Teodory Kantakuzen. W roku 1391 i 1396 potwierdził przywileje Wenecjanom. Jego stosunki z Genueńczykami były bardziej napięte (konflikt od 1416). Ostatnie lata panowania upłynęły mu na konflikcie z synem, późniejszym Aleksym IV.
Jego pierwszą żoną była Eudokia z Gruzji, drugą - Anna Philanthropenos.